# Bailleul-Sir-Berthoult
Bailleul-Sir-Berthoult település Franciaországban, Pas-de-Calais megyében. Lakosainak száma 1432 fő (2022. január 1.). Bailleul-Sir-Berthoult Oppy, Roclincourt, Saint-Laurent-Blangy, Thélus, Willerval, Arleux-en-Gohelle, Athies, Farbus és Gavrelle községekkel határos.

## Népesség
A település népességének változása:
| Lakosok száma | 1292 | 1384 | 1425 | 1412 | 1417 | 1423 | 1428 | 1430 | 1432 |
|               | 2013 | 2015 | 2016 | 2017 | 2018 | 2019 | 2020 | 2021 | 2022 |